# Lova Herren (2020)
Lova Herren är en sångbok för ELM - Bibeltrogna Vänner, utgiven 2020.
Sångboken innehåller 625 sånger. Av dessa är 485 ifrån den gamla Lova Herren från 1988, 95 har följt med från sångboken Den nya sången. 40 sånger är helt nya för sångboken.
 Därtill kommer fem bordsböner.

## Treenigheten
1 Allena Gud i himmelrik

2 Bli stilla inför Gud

3 Gud trefaldig, stå oss bi

4 Herren, vår Gud, är en konung

5 Lov, ära och pris

6 Måne och sol

7 Nu tacka Gud

## Gud Fader och skapelsen
8 Du ömma fadershjärta

9 Helig, helig, helig, Herre Gud allsmäktig!

10 Genom öde rymder

11 Helig, helig, helig, Herre Sebaot

12 O store Gud

13 Store Gud, ditt namn ske pris

14 Upp, alla verk som Herren gjort

15 Vem är en sådan Gud som vår

## Guds Son, Jesus vår Frälsare
16 Allt vad oss Adam i fallet ådragit

17 Det är fullbordat

18 En vän

19 Ej silver, ej guld har förvärvat mig frälsning

20 Förlossningen är vunnen

21 Försoningsdag du glädjens dag

22 Förundrad jag står i hans närhet

23 Halleluja! Sjung om Jesus

24 Han föddes på vår jord

25 I Jesu blod - där endast har vi livet

26 Jag älskar dig Jesus

27 Jag vet ett namn så dyrt och kärt

28 Jesus, det skönaste

29 Jesus, ditt namn

30 Jesus för världen givit sitt liv

31 Jesus, du är konung

32 Låt mig få höra om Jesus

33 Jesus, om dig vill jag sjunga

34 Kristus vandrar bland oss än

35 O Jesus Krist, som mänska blev

36 Namnet Jesus vill jag sjunga

37 Jesus, Jesus, han allena

38 Nu må väl alla glädja sig

39 O Jesus, ditt namn är ett fäste i nöden

40 O Jesus, hur ljuvt är ditt namn

41 O du, Guds Lamm, dig vare evigt tack

42 O min Jesus, vilken kärlek

43 Är det sant att Jesus är min Broder

44 På Golgata han led

45 Säg, känner du det underbara namnet

46 Som Farao med all sin här

47 Se, Jesus är ett tröstrikt namn

48 Starkare än döden

49 Värdigt är Guds Lamm!

50 Så älskade Gud världen all

51 Vi har nu i himlen en överstepräst

## Gud den heliga Ande och helgelsen
52 Den eld, som Jesus kom hit ner att tända

53 Giv oss, o Gud, din Ande god

54 Du Helge Ande, sanne Gud

55 Kom, Helge Ande, Herre Gud

56 Helige Ande, låt nu ske

57 Kom, Helge Ande, till mig in

58 Kom till oss, o himmelska duva

59 O Helge Ande, var oss nära

60 När jag tyngd och pressad är

61 O gode Ande, led du mig

62 O, Helige Ande, jag beder

63 O, att den elden kunde brinna

## Kyrkoåret

### Advent
64 Bered en väg för Herren

65 Ett litet barn av Davids hus

66 Din Konung till dig kommer

67 Det susar genom livets strid

68 Dotter Sion, fröjda dig

69 Gå Sion, din Konung att möta

70 Gläd dig, du Kristi brud

71 Gör porten hög, gör dörren bred

72 Hosianna, Davids Son

73 Jesus från Nasaret går här fram

74 När mörkret står tätt

75 O du ärans Konung

### Jul
76 Dagen är kommen

77 Det är en ros utsprungen

78 Du som känner ditt fall

79 Fröjdas, vart sinne

80 En jungfru födde ett barn i dag

81 Ett barn är fött på denna dag

82 Ett barn i dag är oss givet

83 Född av kvinna under lagen

84 Från himlen kommer jag med bud

85 Fröjda dig, Adams barn, var glad

86 Herren av himlen

87 Här kommer, Jesus, dina små

89 Julen nu åter är inne

90 Lilla Jesusbarnet

91 Lyss till änglasångens ord

92 Nu är för evigt allting väl

93 Nu tändas tusen juleljus

94 När juldagsmorgon glimmar

95 O du saliga

96 Och det hände vid den tiden

97 Se, natten flyr för dagens fröjd

98 Stilla natt, heliga natt

99 Till Betlehem mitt hjärta

100 Tänk att julen är här

101 Var hälsad, sköna morgonstund

102 Gåvan

103 Världens Frälsare kom här

104 Visste naturen

105 Välkommen julafton, härliga klara!

### Nyår
106 Fader, i din vingård står

107 Giv, o Jesus, fröjd och lycka

108 Hur än de skiftar, mina år

109 Jag vet inte vad som skall möta

110 Låt ditt ansikte oss lysa

111 Låt mig börja med dig, o min Frälsare kär

112 Se, Kristus är densamme

113 Som en stormil tiden flyr

114 Tänk så hastigt de flyr, våra dagar och år

### Trettondedag jul
115 Nu segrar alla trognas hopp

116 Stå upp, o Sion, och lovsjung

### Fastan
117 Agnus Dei

118 Böjd under korset

119 Det går ett tyst och tåligt lamm

120 Det skedde för mig

121 Den stunden i Getsemane

122 Du bar ditt kors, o Jesus mild

123 Guds Lamm

124a Du som kom att oss försona

124b Du som kom att oss försona

125 Du konung med krona av törne

126 Du går, Guds Lamm, du rena

127 Döden är dödad

128 Det är en som led döden

129 Frälsare på korsets stam

130 Från örtagården leder

131 Så helt förlåter Gud!

132 Guds rena Lamm oskyldig

133 Denna kraft i hans kors

134 Han gick den svåra vägen

135 Himlarnas Konung

136 Jag står och ser

137 Hör hur sabbatsklockan tonar

138 Jesus, djupa såren dina

139 Jesus, du mitt liv, min hälsa

140 Jesus, du som segern vinner

141 Jesus gick mot Jerusalem

142 Jesus, lär mig rätt betänka

143 Kan du se?

144 Kom till korset, kom att skåda

145 Kristi blod

146 Min fromhet var en tagg

147 Min blodige Konung

148 O Jesus kär, vad har väl du förbrutit

149 O huvud, blodigt, sårat

150 Ofattbar kärlek

151 Törnekrönte Brudgum god

152 Se, vi går upp till Jerusalem

153 Skåda, skåda nu här alla

154 Sitta under korsets stam

155 Skriv dig, Jesus på mitt hjärta

156 Tack för att du tog mina bördor

157 Vad är det för sår du i händerna har

### Påsk
158 De trodde att Jesus var borta

159 Detta är den stora dagen

160 Du segern oss förkunnar

161 Ge Jesus äran

162 Gud, vi prisar högt ditt namn

163 I Kristus har jag funnit liv

164 Kom, låt oss nu förenas här

165 I Kristus har jag funnit liv

166 I gryningen de sig begav

167 Jubla du köpta själ

168 Kristus lever, underbara ord

169 Kristus är uppstånden

170 Krön honom

171 Livet vann, dess namn är Jesus

172 Min Frälsare lever

173 Nu kommen är vår påskafröjd

174 O, fröjda er nu alla

175 O, saliga stund utan like!

176 Påskmorgon

177 Jag vill tacka Gud

178 Pilgrim, säg mig, var är graven

179 Upp, min tunga, att lovsjunga

180 Vid gryende dag

181 Uppslukad i segern är döden

182 Vad ljus över griften!

### Kristi himmelsfärds dag
183 Jesus, som farit dit upp till Guds himmel

184 Till härlighetens land igen

### Övriga helgdagar
185 På tröskeln till Marias hem

186 I de stilla aftontimmar

187 Vår blick mot helga berget går

188 Den stora, vita skaran där

189 Från en klippspets bland de helga bergen

190 På Sions berg där står ett slaktat Lamm

191 Vem är den stora skaran där

## Nådens medel

### Ordet
192 Boken om Jesus

193 Ditt ord, o Herre, är den klara lykta

194 En dyr klenod, en klar och ren

195 Far, låt oss sitta ner hos dig

196 Herre, ditt Ord är mitt fäste i nöden

197 För Herrens ord vi ej ska skämmas

198 Försvunnen är natten

199 Helga Bibel, Herrens ord

200 Ge oss än en stund av nåd, o Jesus

201 I din Bibel finns en skatt

202 Omkring ditt ord, o Jesus

203 Ordet, som av Herren är oss givet

204 Saliga är de som hör Guds ord

205 Vadhelst här i världen bedrövar min själ

206 Vår dyrbara Bibel som Herren oss gav

207 Tack för ditt nådesord

208 Vi äger det fasta, profetiska ordet

### Dopet
209 Det hände sig en gång

210 Döpt till ett levande hopp

211 Du som var den minstes vän

212 Glad jag ständigt vill bekänna

213 Gud har en famn

214 Jesus är min stjärna

215 Faraos härar hann upp oss vid stranden

### Nattvarden
216 Du bjuder mig, o Jesus, till ditt bord

217 Du öppnar, o evige Fader

218 Jesus Kristus är vår hälsa

219 Kom, nådebordet är dukat

220 Låt oss dela det bröd som Herren ger

221 O Jesu, vid ditt altarbord

222 O Jesus, än de dina

## De heligas samfund

### Bönen och den kristna gemenskapen
223 Den bön som är svårast att be

224 Det är makt i den bedjandes händer

225 Gå och tala om för Jesus

227 Ge oss nåd

228 Hela världen, prisa Herren

229 Helige Fader

230 Herre Jesus, när du sade

231 Så ljuvligt, o Jesus, att medan vi går

232 Herre, samla nu oss alla

233 Här samlas vi omkring ditt ord

234 Jag lyfter mina ögon upp till bergen

235 Hur salig är den lilla flock

236 Jag lyfter mina ögon upp till bergen (musik av Nils Anders Andersson 1976)

237 Jag lyfter mina ögon upp till bergen (musik av Nils Frykman 1882)

238 Jag sträcker två tomma händer

239 Jesus, öppna du vårt öra

240 Var glad och sjung

241 Fader vår

242 Med Gud och hans vänskap

243 Må inget i världen oss skilja

244 O Jesus Krist, dig till oss vänd

245 Sabbatsdag, hur skön du är

246 Tack, o Jesus, för det rika bordet

247 Tack, Gud

248 Välsignade stunder som Jesus oss ger

249 Vid Golgata kors, kring vår Medlare god

## Kallelse och omvändelse

### Kallelse
250 Allt är redo! Lyssna alla!

251 Bröllopet tillrett står

252 Bygger du ditt hus på sanden

253 Det finns en port som öppen står

254 Den port är trång och smal den stig

255 Den store läkaren är här

256 De flyr så snart, de ljusa morgonstunder

257 Det finns ett hjärta som för dig ömmar

258 Ge din ungdomsdag åt Jesus

259 Du får komma till Jesus

260 Har du mod att följa Jesus

261 Har du intet rum för Jesus

262 Jesus, ge mig min syn!

263 Jag har en viktig fråga

266 Jesus är ute och söker

267 Kan du öppna ditt hjärta för tidigt för Gud

268 Kom och se, kom och se

269 Kom nu alla ljuden orden

270 Kom och välkommen i namnet det dyra

271 Känner du vännen, den vite och röde

272 Lämna dig helt åt Jesus

273 Min vän, varför dröjer du ännu?

274 När Herren kallar, o lyssna då

275 O, låt med kraftigt ljud

276a Om jag ägde allt men inte Jesus (folkmelodi ur Sanningsvittnet 1887)

276b Om jag ägde allt men inte Jesus (musik av Jonas Andersson 1889)

276c Om jag ägde allt men inte Jesus (musik av Johan Olof Lindberg 1921)

277 Ofta i kvällens tystaste timma

278 Se, Jesus står vid hjärtats dörr

279 Se, öppen står Guds fadersfamn

280 Skall du komma till det rum

281 Skulden betalad!

282 Skynda till Jesus, tveka ej mer

283 Skäms du för din Herre Jesus

284 Ingen tid

285 Till den himmel som blir allas

286 Tro på mig och på min Far

287 Ungdom, som går ut i världen

288 Vad anser du om Kristus?

289 Vad hjälper det att vinna hela världen

290 Vad är ditt hopp för evigheten

291 Vak upp! Hör väkten ljuder

292 Var är du? Vart går du?

293 Vart flyr jag för Gud

294 Vem är han, som sakta kommer

295 Vem klappar så sakta

296 Vi har en Gud, som sig förbarmar

297 Vi kristna bör tro och besinna

298 Vänd om, vänd om till Herren

299 Väldig är Guds nåd

300 Är det ödsligt och mörkt och kallt

301 Öppna ditt hjärtas dörr

### Omvändelse och tro
302 Att tro

303 Den som har Sonen, den äger livet

304 Bliv i Jesus, vill du bära frukt

305 Du kan inte tro, men så lyssna och hör

306 Det är fullbordat

307 Du betungade själ

308 Din Ande mig rörde

309 En blick på den Korsfäste livet dig ger

310 Försoning, o Jesus, du vunnit åt mig

311 Gå inte förlägen

312 Gläd dig, gläd dig, du köpta själ

313 Hur kan du leva utan Jesus

314 Här en källa rinner

315 Jag irrade länge än hit och än dit

316 Jag har ofta sökt, o Herre

317 Jag nu den pärlan funnit har

318 Jag sjunger om Jesus, min Frälsare god

319 Jag är ovärdig, Kristus rättfärdig

320 Nämn mig Jesus, han är livet

321 Lever du det nya livet

322 Nu är min träldom slut

323 Nåden, nåden den är fri

324 Nu vill jag sjunga om det blod

325 O Jesus, du som tro i hjärtat väcker

326 Om du är usel och död och kall

327 Se ej på mig

328 Som du är

329 Säg, har du hört vad som en gång hänt

330 Vad Jesus gjort fullkomligt är

331 Öppet står Jesu förbarmande hjärta

332 Vem som helst

333 Våga tro, tvivla ej

334 Vår är nu segern, för Jesus har vunnit

335 Välsignad den dagen, när jag här fick se

336 Öppet står Jesu förbarmande hjärta

## Trons liv

### Trons grund
337 Att få vara försonad

338 Det är nog det som Jesus gjorde

339 Det enda som bär

340 Detta är evigt liv

341 Store Gud, som handen räckte

342 Herrens löften, de är fasta

343 Förlossningen är vunnen i Jesu Kristi blod

344 I Lammets blod, det underbara blod

345 Jag har en vän som har gett sitt liv

346 Jag vet vad som förbliver

347 Jag nu den säkra grunden vunnit

348 Jesus är klippan

349 Om någon efterfråga vill

350 Just som jag är

351 Min rättfärdighet är Jesus

352 På nåden i Guds hjärta

353 Ren och rättfärdig

354 Salig för intet, frälst av nåd

### Trygghet och förtröstan
355 Alltid salig, om ej alltid glad

356 Av nåd är jag salig

357 Blott en dag, ett ögonblick i sänder

358 Bor Kristus genom tron uti mitt hjärta

359 Det finns en evig tröstegrund

360 Herde - Mästare

361 En sång vill jag sjunga

362 Hos dig

363 En nådastol Herren Gud oss givit

364 En tillflykt hos Jesus jag funnit

365 Endast i Gud har min själ sin ro

366 Fattig men dock rik

367 Gud, i dina händer

368 Glöm ej de sår som din Broder har fått

369 Gud låter sina trogna här

370 Gud ske lov, min vän han blivit

371 Guds barn jag är!

372 Herren min herde är

373 Herre, jag har dig hjärtligt kär

374 I dina starka armar

375 Herrens vägar är beständigt

376 Jag har en vän, som älskar mig

377 Jag har en vän, så kärleksfull och tålig

378 Jag har i himlen en vän så god

379 Jag kan icke räkna dem alla

380 Jag lyfter mina händer

381 Jag är en liten människa

382 Jag är i Herrens händer

383 Jesus är min vän den bästa

384 Klippa, du som brast för mig

385 Kwake Yesu nasimama

386 Min enda fromhet inför Gud

387 Låt mitt bekymmer, Herre, bli

388 Löftena kunna ej svika

389 Min vän framför andra

390 Det är väl med min själ

391 O Gud, min Gud, vad jag är glad

392 O, hur lycklig är ej den

393 O Jesus, du som fyller allt i alla

394 Om dagen vid mitt arbete

395 O, vad är väl all fröjd på jorden

396 På dig, min Gud, förtröstar jag

397 Rättfärdighet i Jesu blod

398 Sjung, du evigt unga skara

399 Saliga visshet, Jesus är min

400 Så saligt att få vila

401 Som Guds Israel i forna tider

402 Stor är din trofasthet

403 Så underbart att vara

404 Så salig och lycklig den själen som tror

405 Så är nu ingen fördömelse

406 Tryggare kan ingen vara

407 Trygg i min Jesu armar

408 Trygghet

409 Var glad och sjung! Din Frälsare har vunnit

410 Vid Jesu hjärta är min vilostad

411 Var jag går i skogar, berg och dalar

412 Vilken lycka det är

413 Vilken nåd att vara barn i huset

414 Vår Gud är oss en väldig borg

415 Älskad innan tiden grytt

### Kamp och prövning
416 Aldrig är jag utan fara

417 Befall i Herrens händer

418 Alla dagar är han nära

419a Bort med tanken, sorgsna hjärta (musik av Nils Anders Andersson 2015)

419b Bort med tanken, sorgsna hjärta (fransk folkmelodi från 1400-talet)

420 Du Herrens vän, som mången gång får gråta

421a Det betyder föga här i världen (musik av Jonas Andersson 1889)

421b Det betyder föga här i världen (folkmelodi)

422 Du klagar så ofta

423 Du lilla skara som är på resa

424 Gud sina barn med vishet leder

425 Glöm inte såren

426 Gud, för dig är allting klart

427 Han beder för mig

428 Håll dig vid klippan

429 Herre kär, min tillflykt, mitt försvar

430 Hitintills Herren har hjälpt mig så väl

431 Herre, om än du med hjälpen tycks dröja

432 I dina händer, Fader blid

433 I en djup, oändlig skog

434 Ingen ska rycka dem

435 Jag kastar det allt på Jesus

436 Lägg ner ditt bekymmer

437 Jag kommer helt slutkörd

438 Jesus älskar mig

439 Ljus efter mörker

440 Min nåd är dig nog

441 O, sök ej hjälp hos andra

442 Nu vill jag sjunga om modersvingen

443 När vägen som min Gud mig leder

444 På Herrens ord var trygg

445 Samme Jesus

446 Ser jag på mig, då måste jag förskräckas

447 Så mörk är ej natt, så hård är ej nöd

448 Snart är jag för alltid hos Herren

449 Ta ingenting undan

450a Säg, varför nu gråta, jag har ju en vän (musik av Theodor Söderberg 1879)

450b Säg, varför nu gråta, jag har ju en vän (musik av okänd)

451 Vaka, själ, och bed

452 Vid Jesu hjärta där är lugnt

453 Vilken vän vi har i Jesus

454 Ängsliga hjärta, upp ur din dvala

### Efterföljelse och helgelse
455 Allt mitt är ditt, o Jesus

456 Bar du min börda

457 Av hjärtat håller jag dig kär

458 Den korsfäste vill jag följa

459 Den korta stund jag vandrar här

460 Du som av kärlek varm

461 Frälsare, tag min hand

462 Gode Fader, tack att du har dragit

463 Gode, törnekrönte Herde

464 Gud, ditt folk är vandringsfolket

465a Han tar inte glansen givet (musik av okänd)

465b Han tar inte glansen givet (bearbetad svensk folkmelodi)

466 Herre, gör mig stilla

467 Herre, att få se dig

468 Herre, fördölj ej ditt ansikte för mig

469 Herre ,jag ber dig

470 Herre, med kraft ifrån höjden bekläd mig

471 I Jesu spår är tryggt att vandra

472 Jag behöver dig, o Jesus

473 Jag är ej mer än min egen

474 Jag är ett svagt och hjälplöst lamm

475 Jag har en krona jag kan mista

476 Jesus, du mitt hjärtas längtan

477 Jesus, i din vård mig tag

478 Jesus, gör mig liten, ringa

479 Jesus, håll mig vid ditt kors

480 Jesus, hjälp mig vandra

481 Jesus kär, gå ej förbi mig

482 Kom ihåg de många vägar

483 Kommer jag frälst ut ur striden

484 Ljus av Ljus, o morgonstjärna

485 Låt mig vila, Jesus kär

486 O Gud, all sannings källa

487 O Herre Gud, av nåd bevara mig

488 O Herre, Herre, led du varje steg

489 O Jesus, öppna du mitt öga

490 O låt mig få vara en liten kvist

491 Så tag nu mina händer

492 Se till mig i nåd

493 Var stund jag dig behöver

494 Välj du åt mig den väg, som jag ska gå

495 Vik ej ur mitt hjärta

### Glädje och tacksamhet
496 Amen sjungen varje tunga

497 Kom inför Herren med tacksamhet

498 Brist ut, min själ, i lovsångs ljud

499 Det är så gott att om Jesus sjunga

500 En fattig syndare har skäl att sjunga

501 Jag vill sjunga, evigt sjunga

502 Lov, pris och tack jag nu vill sjunga

503 Med tacksam röst och tacksam själ

504 Min Gud, när jag betänker

505 Min sång ska bli om Jesus

506 Nu är jag glad och hjärtligt nöjd

507 Mitt hjärta, fröjda dig

508 Nu är jag nöjd och glad

509 Nu lov och pris!

510 O, att jag kunde min Jesus prisa

511 O, må Jesussången klinga

512 O sällhet stor, som Herren ger

513 Tacka konungarnas Konung

514 Sjung en liten sång

515 Tack du min himmelske Konung

516 Tack, min Gud, för vad som varit

517 Tack min käre Far i himlen

518 Tack, o Jesus, för den kärlek

519 Var nu glad och sjung, mitt hjärta

520 Under tidernas tvång

521 Upp, min själ, att Herren lova

## Trons mål

### Hem och familjeliv
522 Välsignat är det hem förvisst

### Land och folk
523 Bevara, Gud, vårt fosterland

524 Pris vare Gud

### Det kristna hoppet inför döden
525 Bergen må vika och höjderna falla

526 De samlas hem, en efter annan

527 Det blir något i himlen för barnen att få

528 Döden gör mig inte häpen

529 Glad jag ilar fram med tiden

530 Hur underlig är du i allt vad du gör

531 Hela vägen går han med mig

532 Hela vägen vill han vara

533 I hoppet sig min frälsta själ förnöjer

534 Saliga de som ifrån världens öden

535 Tiden så hastigt försvinner

536 Tänk, när jag får se min Jesus

537 Vad är att dö för den som frid har funnit

### Himlen
538 Det går en väg mot framtiden

539 Det står Guds folk en sabbatsvila åter

540 En morgon utan synd jag vakna får

541 Du trötte pilgrim

542 Genom världen en liten skara

543 Hemma i himlen

544 Hemma, hemma får vi vila

545 Hos Gud är idel glädje!

546 Hur blir det då

547 Högtlovat vare Jesu namn

548 I djupet av mitt hjärta

549a I himmelen, i himmelen (svensk-norsk folkmelodi)

549b I himmelen, i himmelen (troligen svensk folkmelodi från 1690-talet)

550 Jag är en gäst och främling

551 Jag är en pilgrim här

552 Min framtidsdag är ljus och lång

553 O Jesus kär, när vill du hämta mig

554 O, hur saligt att få vandra

555 Om min Herre Jesus, som på korset dog

556 O, jag vet ett land

557 O tänk, när i Guds fröjdesal

558 Som om vi drömde ska det kännas då

559 Snart skall bröllop firas

560 Staden där ovan är härlig

561 Till det härliga land ovan skyn

562 Stilla, stilla låt din stridssång tystna

563a Till det höga (musik ur Ahnfelts sånger 1859)

563b Till det höga (musik av okänd)

564 Till hemmet därovan med fröjd vi går

565 Till himmelen jag längtar

566 Vilken glädje det skall bliva

567 Tänk, när en gång den dimma är försvunnen

568 Vi bor ej här, vi blott här nere gästar

569 Vi skyndar iväg

570a Vilken sällhet och fröjd (musik av J Martikainen)

570b Vilken sällhet och fröjd (musik ur Sions sånger 2008)

### Kristi återkomst, domen och det eviga livet
571 Det ska komma en dag

572 Guds Son en gång i morgonglans

573 Ha bälte om livet

574 Han kommer, vår Jesus, välsignade tröst!

575 Jesus kommer

576 Han kommer!

577 Natten skuggor sakta viker

578 Om han kom nu i dag, din Herre och Gud

579 Yttersta dagen med glädje

580 Vakna upp! en stämma bjuder

### Mission och diakoni
581 Att ge är att så

582 Den frid du ger, o Jesus, jag mig önskar

583 Det är ett fast ord som inte vacklar

584 Det som brast

585 Din spira, o Jesus, sträckes ut

586 Ditt ord, o Jesus, skall bestå

587 Du, för vars allmaksord

588 Framåt i Jesu namn

589 Gör det lilla du kan

590 Inte en, inte två

591 Herre, ge mig dina ögon

592 Jag ville gärna äga en tro

593 Jesus, min Herre, dig vill jag älska

594 Lev för Jesus - inget annat

595 Res dig, Guds menighet!

596 Ropa ut med hjärtats jubel

597 Se, jag vill bära ditt budskap, Herre

598 Till verksamhet för Kristi skull

599 Tillkomme ditt rike, o Herre vår Gud

600 Vår store Gud gör stora under

## Vid särskilda tillfällen

### Morgon
601 Din klara sol går åter opp

602 Herrens nåd är var morgon ny

603 Nu lovar min själ dig, Jesus, min vän

### Kväll
604 Bliv kvar hos mig

605 Min aftonbön

606 Bred dina vida vingar

607 För den dag som nu har gått till ända

608 I den stilla aftonstund

609 När dagens hetta svalkas

610 O Kristus, du som ljuset är

611 Så går en dag än från vår tid

612 Så går jag nu till vila trygg

613 Till natt det åter lider

### Årstiderna och livets gång
614 Dagar komma, dagar flykta

615 Den blomstertid nu kommer

616 En vänlig grönskas rika dräkt

617 I denna ljuva sommartid

618 Jesus kär

619 Lilla fågel glad, som gungar på din kvist

620 Så tryggt det är att lämna i Guds händer

### Bordsböner
621 I Jesu namn till bords vi går

622 Välsigna, Herre, vad du ger

623 Glädjens Herre, var en gäst

624 Allas ögon hoppas på dig

625 Du formar blomsterbladen

### Fotnoter
1. ↑  ”Recension: Lova Herren 2020”. Kyrka och Folk. 10 maj 2021. https://kyrkaochfolk.se/2021/05/10/recension-lova-herren-2020/. Läst 14 november 2021.